# Dumitru Nica
Dumitru Nica (n. 17 octombrie 1941) este un senator român în legislatura 2000-2004 ales în județul Olt pe listele partidului PSD. Dumitru Nica a fost validat ca senator pe data de 25 martie 2004, dată la care a înlocuit pe senatoarea Rodica Mihaela Stănoiu.